# ال موندو (ونزوئلا)
ال موندو (انگلیسی: El Mundo) روزنامه عصر کشور ونزوئلا است.
اولین بار در ۳ فوریه ۱۹۵۸ برای اولین بار منتشر گردید پس از مدت کوتاهی از پایان دیکتاتوری Marcos Pérez Jiménez در ۲۳ ژانویه. اولین مدیر آن روزنامه نگار و رئیس جمهور آینده رامون خوزه ولاسکوئز بود.